# Lactobacillus delbrueckii subsp. bulgaricus
Lactobacillus delbrueckii ssp. bulgaricus, també conegut com Lactobacillus bulgaricus, és un bacteri grampositiu que pertany al gènere Lactobacillus, àmpliament utilitzat en la industria alimentària, concretament en la producció de iogurt i altres productes fermentats. És un bacteri làctic que converteix els carbohidrats en àcid làctic, el que el fa clau en la fermentació de la llet. És un bacil no mòbil d'uns 2-9 µm de longitud, sense capacitat per formar espores i amb un creixement anaeròbic facultatiu. Té capacitat fermentativa que li permet convertir la lactosa present en la llet en àcid làctic com a únic producte, això provoca una disminució del pH i la coagulació de les proteïnes làcties. Aquest bacteri és considerat un probiòtic.

## Descobriment i història
El descobriment de Lactobacillus delbrueckii ssp. bulgaricus es remunta a Ginebra a principis del segle xx, quan el microbiòleg de nacionalitat búlgara, Stamen Grigorov, va aïllar aquesta espècie als vint-i-set anys a partir de iogurt durant un dels seus estudis sobre la fermentació làctica. El nom de Lactobacillus bulgaricus va ser atorgat en honor al país d'origen de Stamen Grigorov (Bulgària), que l'any 1905 va ser convidat pel microbiòleg de renom Élie Metchnikoff, a presentar els seus resultats a una conferència a l'Institut Pasteur de París.

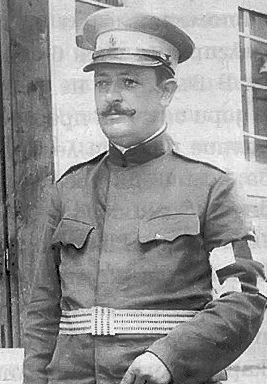
Retrat de Stamen Grigorov (1918)

Després de diversos estudis, el 1984 es va proposar la unió de Lactobacillus delbrueckii, L. leichmannii, L. lactis i L. bulgaricus en una sola espècie amb el nom del Lactobacillus delbrueckii. A partir d'aquell punt, L. bulgaricus va ser considerat una subespècie de L. delbruecklii i el nom va ser modificat a Lactobacillus delbrueckii ssp. bulgaricus.

## Hàbitat i ecologia
L'hàbitat usual de Lactobacillus delbrueckii ssp. bulgaricus es troba principalment en entorns rics en nutrients, com seria el cas de la llet i altres matèries primeres làctiques. Tot i que es troba més comunament associat a la indústria alimentària i cultius comercials per a la producció de iogurt, aquest bacteri es pot aïllar en ambients naturals com ara plantes o matèries vegetals en descomposició, ja que és capaç de colonitzar superfícies riques en sucres.
A Anatolia (Turquía), durant diversos segles s'utilitzaven plantes, pinyes, rosada o aigua de pluja per ajudar a coagular la llet per a la producció de iogurt artesanal. Les mostres es recollien durant els mesos de primavera quan la vegetació i creixement de les plantes eren òptims. No s'observava la buscada coagulació de la llet, si la col·lecta es feia durant els mesos d’estiu o tardor. Factor que podria estar relacionat amb la baixa humitat i disminució de la vegetació que es patia a Turquía durant aquests mesos més secs i que per tant dificultaven el creixement del bacteri. A Bulgària es seguia una tradició similar: afegir una branca d'una planta (usualment Cornus mas) a llet d'ovella, que s'escalfava a uns 45 Cº, fins a observar la formació del coàgul de llet desitjat per a l'obtenció de iogurt.
Lactobacillus delbrueckii ssp. bulgaricus interacciona amb altres espècies bacterianes com ara Streptococcus thermpophilus, amb qui té una relació de simbiosi en el àmbit de la producció de iogurt. Streptococcus thermophilus utilitza els pèptids i els aminoàcids lliures produïts per L. delbrueckii ssp. bulgaricus, mentre que L. delbruickii ssp. bulgaricus utililitza àcids (pirúvic, fòrmic, fòlic i àcids grassos de cadena llarga) produïts per S. thermophilus. Aquesta fermentació mixta amb els dos microorganismes aporta al iogurt bona textura, a més de la formació de substàncies aromàtiques.

## Reproducció
Aquest bacteri té una reproducció asexual, concretament realitza la bipartició o fissió binària. La fissió binària consisteix en la duplicació de l'ADN bacterià com a pas previ a la divisió del citoplasma. Això dóna lloc a dues cèl·lules filles idèntiques entre elles. Per poder realitzar aquesta bipartició necessita unes condicions determinades com ara una temperatura que estigui entre 42°C i 45°C, requereix un entorn àcid amb un pH entre 4 i 6 i la disponibilitat de fonts de carboni com lactosa o glucosa. La fissió binària és un procés molt eficient, ja que és essencial per l'adaptació d'aquest microorganisme i la seva supervivència en condicions específiques.
A més aquest bacteri té altres mecanismes per generar més variabilitat genètica i enriquir el seu DNA. Un dels mecanismes més freqüents és la transferència horitzontal de gens per transformació on el bacteri pot captar DNA lliure en l'entorn, provinent d'altres bacteris que han mort, adquirint gens útils com els de tolerància a condicions adverses. També poden formar comunitats simbiòtiques amb altres bacteris com ara Streptococcus thermophilus en la fermentació del iogurt. Aquestes comunitats cooperatives permeten que ambdues especies es beneficiïn mútuament compartint recursos, garantint un ambient favorable i millorant la seva expansió i supervivència.

## Metabolisme
És un bacteri sapròfit, ja que s'alimenta de matèria morta o en estat de descomposició. No obstant això, a diferència dels fongs, no pot descompondre la matèria orgànica complexa, sinó que s'alimenta de lactosa per dur a terme el seu metabolisme. Tot i que no té la funció de transformar residus orgànics en nutrients per al sòl, té un paper fonamental en la cadena alimentària dels ecosistemes microbians, en productes làctics com el iogurt, transforma la lactosa en àcid làctic.
Lactobacillus delbrueckii subsp. bulgaricus fa una fermentació homolàctica que és un tipus de metabolisme anaeròbic. Durant aquest procés, el bacteri converteix la lactosa en glucosa i galactosa. Aquests productes són metabolitzats a través de la glicòlisi; en aquesta ruta es genera àcid pirúvic. Finalment aquest àcid pirúvic es redueix a àcid làctic mitjançant l'acció de l'enzim lactat deshidrogenasa.
La producció d'àcid làctic és essencial per l'acidificació de productes làctics, el que millora la conservació i proporciona el sabor característic dels productes fermentats.

## Indústria alimentària
Lactobacillus delbrueckii subsp. bulgaricus intervé en nombrosos processos de la indústria alimentària.

### Fermentació
Un dels processos on aquest bacteri té una funció més destacada és en l'obtenció de productes que es conserven mitjançant una fermentació; un procés que és característic dels bacteris làctics, grup al qual pertany. Aquest bacteri duu a terme una fermentació homolàctica que li permet produir àcid làctic, imprescindible en la producció d’aliments làctics. A més, també participa en la fermentació d'altres aliments. L'ús d'aquesta espècie com a agent fermentador és comú en molts aliments fermentats tradicionals de moltes regions del món. Alguns exemples de productes làctics fermentats són el formatge, el quefir, el skyr, el kumis o el iogurt, mentre que de productes no làctics hi ha el kisra, el siljo o el mahewu, que són aliments màssics provinents de la fermentació de farines.

#### Cultiu adjunt
Lactobacillus delbrueckii subsp. bulgaricus gràcies a ser un bacteri termòfil s'usa sovint com a cultiu adjunt a soques mesòfiles, sobretot, en la indústria formatgera. Aquest bacteri manté la seva activitat fins a temperatures elevades, pròpies d'algunes fermentacions, que juntament amb la seva capacitat dipeptidasa li permeten eliminar pèptids residuals que sovint poden provocar un gust amarg. La combinació d'aquest bacteri amb d'altres termòfils és usada com a cultiu iniciador fet que permet tenir un bon control del procés fermentatiu.
Un dels cultius adjunts més típic amb què se sol combinar per fer un iniciador és amb Streptococcus thermophilous. Amb aquesta especie també termòfila es considera que Lactobacillus delbrueckii subsp. bulgaricus manté una relació gairebé de simbiosi, perquè durant el procés de fermentació es comparteixen entre espècies bacterianes diferents metabòlits que afavoreixen la cinètica i qualitat del procés fermentatiu.

### Producció d'àcid làctic
L'àcid làctic sovint s'usa com a additiu en la indústria alimentària essent un gran conservant i acidulant. Lactobacillus delbrueckii subsp. bulgaricus és un dels principals bacteris encarregat de la producció d'aquest additiu de manera biològica i una de les alternatives a la producció sintètica. Aquesta espècie s'usa normalment quan el substrat per a la producció d'àcid làctic és el sèrum de llet.

### Activitat proteolítica
En la indústria alimentària que depèn de microorganismes, els bacteris de l'àcid làctic tenen un paper molt important, gràcies a la seva gran capacitat proteolítica. Aquesta activitat proteolítica permet que moltes proteïnes del substrat que no estan disponibles per als microorganismes passin a estar-ho gràcies a la seva digestió. L'activitat proteolítica ve regulada pels anomenats sistemes proteolítics, que en el cas del Lactobacillus delbrueckii subsp. bulgaricus es troben associats a la paret cel·lular i es regulen mitjançant la temperatura i l'etapa de creixement. Aquesta espècie és auxòtrofa per diversos aminoàcids, i els substrats en els quals se sol usar no són rics en aminoàcids lliures; per tant, aquesta activitat proteolítica acaba esdevenint imprescindible.
Estudis demostren l'existència de processos de transferència horitzontal de gens que participen en els sistemes proteolítics, aquest intercanvi es dona entre Lactobacillus bulgaricus i Streptococcus thermophilous. L'intercanvi horitzontal d'aquests gens pot provocar diferències significatives entre soques de Lactobacillus bulgaricus esdevenint un problema per als fabricants, ja que la rotació de cultius bacterians en les seves produccions pot no assegurar la homogeneïtat del producte.

### Producció d'exopolisacàrids[17]
Lactobacillus delbrueckii subsp. bulgaricus a part de tenir activitats metabòliques com les esmentades, amb gran importància dins el mon de la industria alimentària, també és un bon productor d'exopolisacàrids que també tenen nombroses aplicacions. Els efectes derivats d'aquests polisacàrids s'han relacionat amb activitats fisiològiques de gran interès. Un dels polisacàrids més característics de Lactobacillus delbrueckii subsp. bulgaricus és el que dona textura espessa al iogurt.
Els polisacàrids que s'estan investigant es relacionen amb activitats fisiològiques com: reducció de respostes al·lèrgiques, estimulació i enfortiment de la resposta immunitària o reducció dels nivells de colesterol.
La gran activitat de transferència horitzontal de gens amb altres espècies com ara Streptococcus thermophilous o altres bactèris de l'àcid làctic dificulta molt la caracterització de la producció d'aquests polisacàrids. La correcta caracterització de producció dels exopolisacàrids i els seus efectes també és d'interès per assegurar una bona praxis de producció industrial.

## Ús com a probiòtic
Lactobacillus delbrueckii subsp. bulgaricus és conegut pels seus efectes probiòtics', principalment per la seva capacitat per millorar la salut intestinal i la digestió.

### Salut intestinal i digestió
S'ha demostrat que té efectes positius sobre la microbiota intestinal, ja que pot implantar-se en la mucosa intestinal i suportar l'acció dels sucs gàstrics, augmentant la presència de bacteris beneficiosos com Lactobacillus i contribuint a l'equilibri microbià en el tracte gastrointestinal. Contribueix a aquest equilibri per la seva capacitat de competir amb altres patògens i microorganismes nocius pel mateix espai i nutrients. Com a resultat inhibeix així el seu creixement i pot arribar a evitar problemes de salut relacionats amb microorganismes patògens. També pot competir amb altres bacteris gràcies a compostos que produeix, com ara l'àcid làctic, que crea un ambient àcid que és desfavorable per a molts patògens. A més, aquest microorganisme té la capacitat de modular la resposta immunitària, i pot promoure un ambient intestinal saludable i reduir la inflamació. Les seves interaccions amb les cèl·lules immunitàries poden millorar la resposta inflamatòria i protegir contra diverses malalties intestinals. També té un paper en la descomposició d'aliments i en la regulació del moviment intestinal que pot augmentar l'absorció de nutrients.
A més dels seus beneficis digestius hi ha estudis que de mostren que aquest bacteri redueix de problemes intestinals com ara la diarrea o nàusees i que millora els símptomes de la síndrome de l'intestí irritable. També s'està estudiant el seu potencial per substituir antibiòtics demostrant els seus efectes protectors contrainfeccions en la microbiota intestinal.

### Aplicació com a complement probiòtic en persones amb sobrepès
Lactobacillus delbrueckii subsp. bulgaricus ha demostrat tenir un efecte inhibidor destacable de l'activitat de la lipasa pancreàtica in vitro i que gestiona de manera efectiva l'acumulació de greix i pes, a més de revertir l'augment dels nivells de lípids a la sang, sucre i insulina causats per una dieta alta en greixos de ratolins.
També es va fer un estudi clínic amb persones amb sobrepès o obesitat per veure si la suplementació diària amb aquest bacteri tenia algun efecte en el pes corporal i en l'abordatge de factors de risc relacionats amb l'obesitat, com ara els nivells lipídics a la sang, la regulació del sucre o els nivells d'insulina. L'assaig va fer-se amb trenta-sis persones que patien sobrepès a les quals es va subministrar el probiòtic o un placebo.
L'objectiu principal era avaluar l'impacte de la suplementació diària amb el bacteri en la reducció del pes corporal. L'estudi realitzat va demostrar que la suplementació diària amb probiòtics de L. bulgaricus durant dotze setmanes no va causar la reducció del pes o el greix corporal ni de l'índex de massa corporal, però va disminuir els nivells de triglicèrids del sèrum sanguini, contribuint potencialment a reduir el contingut de triacilglicèrids en la composició de lipoproteïnes. Aquest efecte podria tenir un impacte positiu en la prevenció de malalties associades al metabolisme de persones amb sobrepès, però assaigs a major escala, dosis i termini serien necessaris per obtenir resultats més concloents.